# Krusdorf
Krusdorf là một đô thị ở huyện Feldbach trong bang Steiermark, nước Áo. Đô thị Krusdorf có diện tích 5,95 km², dân số cuối năm 2005 là 407 người.